# Liga Catalana de Fútbol Americano
La Liga Catalana de Fútbol Americano (LCFA) es la máxima competición de fútbol americano de Cataluña. La organiza la Federación Catalana de Fútbol Americano (FCFA). Es la competición más antigua de fútbol americano que se celebra en España

## Historia
En otoño de 1988 se comenzó a disputar su primera edición, que entonces se denominaba Liga Nacional, en la que participaron cuatro equipos: L'Hospitalet Pioners, Badalona Drags, Poblenou Búfals y Bonanova Boxers. Badalona Drags venció a Poblenou Búfals en la final, disputada en diciembre de 1988 en el campo de fútbol del CD Europa. La segunda edición, II Liga Nacional, ya contó con 12 equipos, entre los que se incluían varios de fuera de Cataluña (cuatro de ellos de Madrid: Panteras, Osos, Toros y Dolphins). En la final, disputada el 23 de diciembre de 1989, Boxers y Drags se encuentran y ganan los Boxers en el Estadio Narcís Sala ante 17000 espectadores y con la presencia en el palco del Presidente del Comité Olímpico Internacional, Juan Antonio Samaranch. La III Liga Nacional fue patrocinada por Carlsberg y contó con veintiún equipos, divididos en tres conferencias. El periodo de competición aumentó a cinco meses, por lo que la final se disputó en marzo. Barcelona Howlers ganó a Sant Just Trons en el Estadio Olímpico de Montjuic ante 20000 espectadores. Al final de la temporada Carlsberg retiró su patrocinio y la IV Liga Nacional comenzó con dieciocho equipos. Barcelona Howlers se llevó el triunfo en la final celebrada el 22 de marzo de 1992 en Reus. La V Liga Nacional, que comienza en octubre de 1992, se divide por primera vez en dos categorías, La División de Honor y la Primera División. Barcelona Boxers repitió triunfo. La VI Liga Nacional empezó en enero de 1994 y la División de Honor se distribuyó en dos conferencias: la Catalana y la Levantino-Balear. Barcelona Boxers renueva su condición de campeón. Al término de esta edición se crea la Agrupación Española de Fútbol Americano (AEFA), que comienza a organizar la Liga Beefeater, Liga de la AEFA o Liga Española, por lo que a la VII edición de la liga que organiza la Federación Catalana de Fútbol Americano ya se la denomina VII Liga Catalana.  

### Palmarés
| Edición | Temporada | Campeón           | Subcampeón              | Resultado                                               | Sede de la final                                                   |
| ------- | --------- | ----------------- | ----------------------- | ------------------------------------------------------- | ------------------------------------------------------------------ |
| I       | 1988-89   | Badalona Dracs    | Poblenou Búfals         | 15 - 12                                                 | Nou Sardenya, Barcelona                                            |
| II      | 1989-90   | Barcelona Boxers  | Badalona Dracs          | 18 - 13                                                 | Estadio Narcís Sala, Barcelona                                     |
| III     | 1990-91   | Barcelona Howlers | Sant Just Trons         | 28 - 10                                                 | Estadio Olímpico de Montjuic, Barcelona                            |
| IV      | 1991-92   | Barcelona Boxers  | Sant Just Trons         | 33 - 0                                                  | Estadio Municipal de Reus, Reus                                    |
| V       | 1992-93   | Barcelona Boxers  | L'Hospitalet Pioners    | 24 - 18                                                 | Complejo deportivo Hospitalet Norte, Hospitalet de Llobregat       |
| VI      | 1993-94   | Barcelona Boxers  | Horta Taurons           | 20 - 16                                                 | Complejo deportivo Hospitalet Norte, Hospitalet de Llobregat       |
| VII     | 1994-95   | Argentona Bocs    | Salt Falcons            | 14 - 12                                                 | Estadio Municipal del Congost, Manresa                             |
| VIII    | 1995-96   | Terrassa Reds     | Salt Falcons            | 16 - 0                                                  | Campo de Hockey, Tarrasa                                           |
| IX      | 1996-97   | Granollers Fénix  | Reus Imperials          | 32 - 6                                                  | Estadio Municipal de Reus, Reus                                    |
| X       | 1997-98   | Reus Imperials    | Terrassa Reds           | 34 - 24                                                 | Estadio Municipal de Reus, Reus                                    |
| XI      | 1998-99   | Reus Imperials    | Terrassa Reds           | 26 - 8                                                  | Estadio Municipal de Reus, Reus                                    |
| XII     | 1999-00   | Barcelona Uroloki | Reus Imperials          | 22 - 14                                                 | Estadio Municipal Joan Serrahima de Barcelona                      |
| XIII    | 2000-01   | Argentona Bocs    | Reus Imperials          | 19 - 0                                                  | Estadio Municipal Joan Serrahima, Barcelona                        |
| XIV     | 2001-02   | Barcelona Uroloki | Barcelona Búfals        | 24 - 2                                                  | Estadio Municipal Joan Serrahima, Barcelona                        |
| XV      | 2002-03   | Barcelona Uroloki | L'Hospitalet Pioners    | 46 - 26                                                 | Estadio del Centenario, Badalona                                   |
| XVI     | 2003-04   | Barcelona Uroloki | Reus Imperials          | 33 - 0                                                  | Estadio del Centenario, Badalona                                   |
| XVII    | 2004-05   | Barcelona Uroloki | Badalona Dracs          | 40 - 7                                                  | Estadio Municipal Joan Serrahima, Barcelona                        |
| XVIII   | 2005-06   | Reus Imperials    | Vilafranca Eagles       | 28 - 7                                                  | Estadio Municipal Can Jofresa, Tarrasa                             |
| XIX     | 2006-07   | Barberá Rookies   | Argentona Bocs          | 31 - 13                                                 | Estadio Municipal de Reus, Reus                                    |
| XX      | 2007-08   | Reus Imperials    | Barberá Rookies         | 34 - 13                                                 | Estadio Municipal Can Llobet, Barberá del Vallés                   |
| XXI     | 2008-09   | Reus Imperials    | Argentona Bocs          | 23 - 6                                                  | Estadio Municipal de Argentona, Argentona                          |
| XXII    | 2009-10   | Barberá Rookies   | Reus Imperials          | 46 - 0                                                  | Estadio Municipal Can Llobet, Barberá del Vallés                   |
| XXIII   | 2010-11   | Reus Imperials    | Argentona Bocs          | 33 - 26                                                 | Estadio Municipal de Argentona, Argentona                          |
| XXIV    | 2011-12   | Reus Imperials    | Argentona Bocs          | 25 - 20                                                 | Estadio Municipal de Argentona, Argentona                          |
| XXV     | 2012-13   | Reus Imperials    | Argentona Bocs          | 21 - 14                                                 | Campo de La Barceloneta, Barcelona                                 |
| XXVI    | 2013-14   | Argentona Bocs    | Barcelona Uroloki       | 39 - 6                                                  | Campo municipal de Vilafranca del Penedès, Villafranca del Panadés |
| XXVII   | 2014-15   | Argentona Bocs    | Terrassa Reds           | 15 - 6                                                  | Campo municipal de Vilafranca del Penedès, Villafranca del Panadés |
| XXVIII  | 2015-16   | Terrassa Reds     | Girona Senglars-Falcons | 8 - 7                                                   | Estadio Municipal de Argentona, Argentona                          |
| XXIX    | 2016-17   | Argentona Bocs    | Girona Senglars-Falcons | 22 - 7                                                  | Campo municipal de Sta. Cristina, Santa Cristina de Aro            |
| XXX     | 2017-18   | Terrassa Reds     | Barberá Rookies         | 19 - 8                                                  | Campo de Can Boada, Tarrasa                                        |
| XXXI    | 2018-19   | Barcelona Uroloki | L'Hospitalet Pioners    | 30 - 21                                                 | Complejo deportivo municipal Mar Bella, Barcelona                  |
| XXXII   | 2019-20   | -                 | -                       | Temporada cancelada a causa de la pandemia por COVID-19 |                                                                    |
| XXXIII  | 2021      | Barcelona Uroloki | Barcelona Pagesos       | 28 - 7                                                  | Estadi municipal la Verneda, Barcelona                             |
| XXXIV   | 2022      | Barcelona Búfals  | Barcelona Uroloki       | 22 - 21                                                 | Estadi municipal la Verneda, Barcelona                             |
| XXXV    | 2023      | Barcelona Pagesos | Terrassa Reds           | 21 - 20                                                 | Zona Deportiva Municipal de Les Fonts, Tarrasa                     |
| XXXVI   | 2024      | Riudoms Rebels    | Argentona Bocs          | 12 - 0                                                  | Camp Futbol Municipal, Llissá de Vall                              |

### Títulos de la LCFA por equipos
| Equipo                  | Títulos                                            | Subcampeonatos                         |
| ----------------------- | -------------------------------------------------- | -------------------------------------- |
| Reus Imperials          | 8 (1998, 1999, 2006, 2008, 2009, 2011, 2012, 2013) | 5 (1997, 2000, 2001, 2004, 2010)       |
| Barcelona Uroloki       | 7 (2000, 2002, 2003, 2004, 2005, 2019, 2021)       | 1 (2014)                               |
| Argentona Bocs          | 5 (1995, 2001, 2014, 2015, 2017)                   | 6 (2007, 2009, 2011, 2012, 2013, 2024) |
| Barcelona Boxers        | 4 (1990, 1992, 1993, 1994)                         | 0                                      |
| Terrasa Reds            | 3 (1996, 2016 y 2018)                              | 4 (1998, 1999, 2015, 2023)             |
| Barberá Rookies         | 2 (2007, 2010)                                     | 2 (2008, 2018)                         |
| Barcelona Búfals        | 1 (2022)                                           | 2 (1989, 2002)                         |
| Badalona Dracs          | 1 (1989)                                           | 2 (1990, 2005)                         |
| Barcelona Pagesos       | 1 (2023)                                           | 1 (2021)                               |
| Riudoms Rebels          | 1 (2024)                                           | 0                                      |
| Granollers Fénix        | 1 (1997)                                           | 0                                      |
| Barcelona Howlers       | 1 (1991)                                           | 0                                      |
| L'Hospitalet Pioners    | 0                                                  | 3 (1993, 2003, 2019)                   |
| Sant Just Trons         | 0                                                  | 2 (1991, 1992)                         |
| Salt Falcons            | 0                                                  | 2 (1994, 1995)                         |
| Girona Senglars-Falcons | 0                                                  | 2 (2016, 2017)                         |
| Horta Taurons           | 0                                                  | 1 (1994)                               |
| Vilafranca Eagles       | 0                                                  | 1 (2006)                               |